# Silva (Rapper)
Silva (* 27. Februar 1998 in Duisburg; bürgerlich Moussa El Abdouni) ist ein deutscher Rapper marokkanischen Ursprungs aus Duisburg.

## Leben und Karriere
Silva wuchs größtenteils im Duisburger Stadtbezirk Marxloh auf. Geprägt durch das Aufwachsen im sozialen Brennpunkt begann Silva schon in jungen Jahren seine Erlebnisse in Textform aufzuschreiben und auf Musikstücken wiederzugeben. Seine ersten Songs veröffentlichte der Duisburger gemeinsam mit seinem Entdecker Majoe auf dem YouTube-Kanal des deutschen Musiklabels Banger Musik. Im Jahr 2021 veröffentlichte Silva gemeinsam mit Majoe das Kollaboalbum Lockdown. Der Durchbruch als Solokünstler gelang Silva 2022 mit der Single Jumper, die sich insgesamt neun Wochen in den deutschen Singlecharts halten konnte.

## Diskografie

### Kollaboalben
| Jahr | Titel Musiklabel            | Höchstplatzierung, Gesamtwochen, AuszeichnungChartsChartplatzierungen (Jahr, Titel, Musiklabel, Platzierungen, Wochen, Auszeichnungen, Anmerkungen) | Anmerkungen                                   |
| Jahr | Titel Musiklabel            | DE | Anmerkungen                                   |
| ---- | --------------------------- | --- | --------------------------------------------- |
| 2021 | Lockdown Banger Musik (WMG) | DE44 (1 Wo.)DE | Erstveröffentlichung: 2. April 2021 mit Majoe |

### Singles
| Jahr | Titel Album         | Höchstplatzierung, Gesamtwochen, AuszeichnungChartsChartplatzierungen (Jahr, Titel, Album, Platzierungen, Wochen, Auszeichnungen, Anmerkungen) | Anmerkungen                                            |
| Jahr | Titel Album         | DE | Anmerkungen                                            |
| ---- | ------------------- | --- | ------------------------------------------------------ |
| 2022 | Jumper –            | DE44 (9 Wo.)DE | Erstveröffentlichung: 10. März 2022                    |
| 2022 | Wer von euch?! –    | DE75 (1 Wo.)DE | Erstveröffentlichung: 10. November 2022 LX feat. Silva |
| 2023 | One Touch (00212) – | DE55 (1 Wo.)DE | Erstveröffentlichung: 15. Juni 2023 feat. Bonez MC     |

Weitere Singles
- 2020: 100% (Majoe feat. Silva)
- 2020: Purge (Majoe feat. Silva)
- 2020: Entweder oder (Majoe feat. Silva)
- 2020: Tiki Taka (mit Majoe feat. Farid Bang)
- 2020: Sternenhimmeldach (mit Majoe)
- 2020: Middle of the Day (mit Majoe)
- 2020: Komm mit mir (mit Majoe feat. Lil Lano)
- 2020: Tod (mit Majoe)
- 2021: Saltbae (mit Majoe)
- 2021: Hochhaus (mit Majoe)
- 2021: Baba Locken in Lacoste
- 2021: Bladis am Block
- 2022: Bang Bang Bang Amate (mit Kolja Goldstein)
- 2022: Silva ist da
- 2022: Mocro Trap Hit Parade Vol. 1 (Deutsche Pass)
- 2022: Youngstar
- 2023: Verlorene Jugend (mit Yonii)
- 2023: Mocro Freestyle Part II
- 2023: Global
- 2023: Hakim